# Yamashita Isamu
Yamashita Isamu (japanisch 山下勇; geboren 15. Februar 1911 in Tokio; gestorben 6. Mai 1994) war ein japanischer Unternehmer, der nicht nur für Mitsui tätig war, sondern auch in verschiedenen Wirtschaftsorganisationen.

## Leben und Wirken
Yamashita Isamu wurde als Sohn eines Arztes im Zentrum von Tokio geboren. Er studierte Maschinenbau an der Universität Tokio und trat unmittelbar nach seinem Abschluss 1933 in die Schiffbauabteilung von Mitsui & Co. ein. Anfang 1938 wurde er von seiner Firma nach Europa geschickt. Er blieb zunächst in Belfast und später in Kopenhagen, wo er fortschrittliche Dieseltechnologie für den Schiffbau studierte. Der Ausbruch des Zweiten Weltkriegs 1939 in Europa zwang ihn, über die USA nach Japan zurückzukehren. Er arbeitete für Mitsui Engineering & Shipbuilding, das während des Pazifikkrieges von Mitsui & Co. getrennt wurde.
Nach 1945 begann Yamashita mit dem Wiederaufbau der zerstörten japanischen Schiffbauindustrie, aber ab 1948 musste er sechs Jahre seine Arbeit ruhen lassen: Die Alliierten, die Japan besetzt hatten, verwiesen ihn seines Amtes, weil er während des Krieges angeblich für die Munitionsproduktion verantwortlich gewesen war. Als er wieder arbeiten durfte, setzte er alles daran, fortschrittliche Technologien aus Europa und Nordamerika einzuführen und die Produkte weltweit zu exportieren. 1970 wurde er Präsident der Mitsui Engineering and Shipbuilding Co. Als dann von 1975 bis 1977 die Branche unter einer schweren Rezession litt, war er Vorsitzender der „Shipbuilders' Association of Japan“ (日本造工業会, Nihon zōsen kōgyō-kai) und koordinierte die Reduzierung der Produktion und die Verhandlungen mit Kollegen in den anderen wichtigsten Schiffbauländern.
1979 wurde er stellvertretender Vorsitzender von Keidanren, der Föderation der Wirtschaftsorganisationen. Er spielte eine wichtige Rolle im internationalen Bereich, gestützt auf seine herausragenden Englischkenntnisse und seine reiche Erfahrung in internationalen Verhandlungen. Als einer der intellektuellsten Unternehmer Japans arbeitete er auch in verschiedenen Regierungsbeiräten mit und war an vielen wichtigen politischen Entscheidungen beteiligt.
1985 ging er als Vorsitzender der Mitsui Engineering and Shipbuilding Co. in den Ruhestand, arbeitete aber weiterhin aktiv als japanischer Vorsitzender der Trilateralen Kommission und als Vorsitzender der Internationale Organisation für Normung. Er war auch Vorsitzender der sowjetisch-japanischen (jetzt russisch-japanischen) Wirtschaftskommission.
Nach seiner Pensionierung bei Mitsui bat ihn 1987 der damaligen Verkehrsministers Hashimoto Ryūtarō, nach der Aufteilung der damaligen japanische Staatsbahn in mehrere Regionalbahnen, den Vorsitz der East Japan Railway Company, des größten Nachfolgers von JNR, zu übernehmen. Er nahm die neue Stelle an und leitete die Umwandlung der alten staatlichen Eisenbahn in ein florierendes Privatunternehmen.
Yamashita war weithin als einer der einflussreichsten Wirtschaftsführer bekannt, der die Nachkriegswirtschaft Japans aufgebaut hat. In Anerkennung seiner Leistungen wurde er von Dänemark (1967 Großkreuz des Dannebrogorden und 1976 Kommandeur des Dannebrogorden), Norwegen (1983), der Bundesrepublik Deutschland (1986), Schweden (1988  Commander of Sweden) und Japan 1983 Maejima-Preis und 1994 Merit for Management Science ausgezeichnet.